# Лоренцо Фонтана
Лоренцо Фонтана (10 квітня 1980, Верона, Венето) — проросійський італійський політик. Спікер Палати депутатів — нижньої палати парламенту — з 14 жовтня 2022 року. Член партії Ліга Півночі.

## Життєпис
Лоренцо Фонтана народився у Вероні, Венето, в 1980 році. Закінчив факультет політології Падуанського університету та факультет християнської історії Європейського університету в Римі. Під час навчання в університеті він приєднався до Ліги Півночі.
Фонтана одружений, має доньку. Він католик-традиціоналіст і відвідує Тридентську месу в церкві Пресвятої Трійці паломників, що знаходиться у віданні Священницького братства Святого Петра. Його духовним наставником є отець Вілмар Павесі, священик цієї церкви, відомий монархіст і противник абортів, розлучень, евтаназії та прав ЛГБТ.

## Політична кар'єра
1 червня 2018 року «Ліга» та «Рух п'яти зірок» сформували коаліційний уряд на чолі з професором незалежного університету Джузеппе Конте. Уряд був приведений до присяги 5 вересня 2019 року. Фонтана був призначений міністром у справах сім'ї та інвалідів. У серпні 2018 року Фонтану закликав до скасування Закону Манчіно 1993 року, що криміналізує розпалювання ненависті, стверджуючи, що цей закон використовувався «глобалістами» для пропаганди «антиіталійського расизму». У березні 2019 року він допоміг організувати акції проти геїв, феміністок та абортів.
10 липня 2019 року Фонтана був призначений міністром у європейських справах Італії. Однак у серпні 2019 року Ліга подала вотум недовіри коаліційному уряду, і кабінет розпався.
Після загальних виборів 2022 р., на яких явна перемога правоцентристської коаліції, здатної здобути абсолютну більшість як у Сенаті, так і в Палаті депутатів, Фонтана був обраний в Палату по одномандатному округу Верона, набравши 132 554 голоси. 14 жовтня 2022 р. Фонтана був обраний головою Палати депутатів у четвертому турі з 222 голосами з 400.

## Погляди
Фонтана вважається ультраконсерватором. Він називає себе «хрестоносцем», який бореться проти абортів, евтаназії, одностатевих громадянських спілок та усиновлення прийомних дітей, що він вважає «ослабленням сім'ї». 2 червня 2018, наступного дня після того, як став міністром, він додав, що «гей-сімей не існує».
Він виступає проти нелегальної імміграції до Італії, стверджуючи, що це серйозна загроза, яка «спрямована на стирання італійського народу разом з його громадами та традиціями», поряд з «одностатевими шлюбами та так званою гендерною теорією у школах». Більше того, під час своєї політичної кар'єри Фонтана встановив міцні зв'язки з неонацистськими групами у своєму рідному місті Верона.

## Проросійська риторика
Він заявляв, що Росія Володимира Путіна «є еталоном для тих, хто вірить у націоналістичну модель суспільства». Фонтана є великим шанувальником Путіна, якого описує як «світло» для західного світу.
За даними видання La Stampa, Фонтана у 2014 році їздив на так званий «референдум» до окупованого Криму.
Видання La Repubblica повідомляє, що в мережі досі є фото Фонтани в антисанкційній сорочці. На ньому він разом із лідером «Ліги» Маттео Сальвіні.
Фонтана також був депутатом Європарламенту і в 2017 році голосував проти надання Україні безвізового режиму з ЄС.